# Friedrich Doeltz

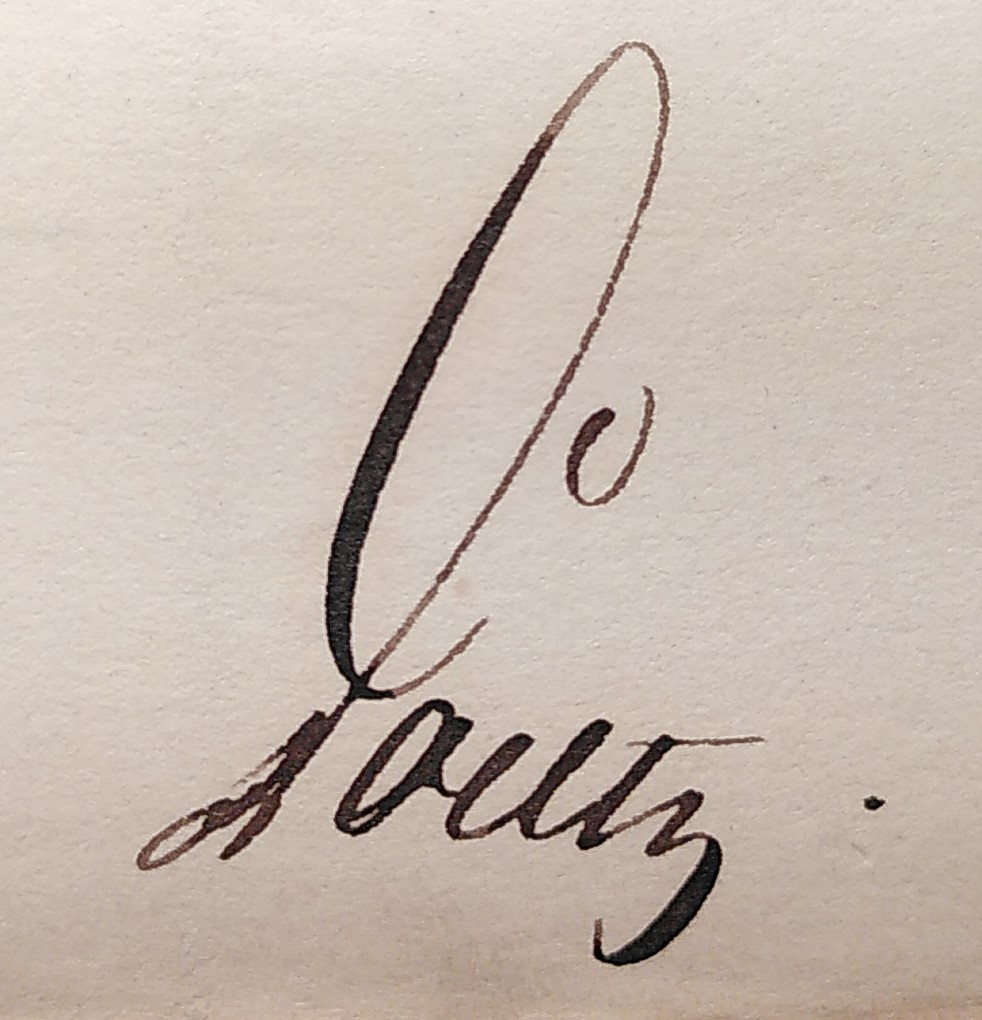
Signatur von Friedrich Doeltz, 1863

Friedrich Doeltz (* 10. Oktober 1823 in Osnabrück; † 27. März 1894 in Erfurt; vollständiger Name: Carl Friedrich August Doeltz) war ein deutscher Architekt und Baubeamter im Königreich Hannover und im Königreich Preußen.

## Leben und Wirken
Leben und Werk des Architekten Friedrich Doeltz sind bisher nur in Umrissen erforscht. Die wenigen gesicherten Informationen zu Friedrich Doeltz stammen aus einem Lexikonartikel, einem Beitrag zur Göttinger Baugeschichte des 19. Jahrhunderts, einer Monografie von Bärbel Schwager über das Auditorium in Göttingen als sein architektonisches Hauptwerk und verstreuten Einzelfunden. Sein über 20-jähriges Wirken nach der Göttinger Zeit ab 1871 ist weitgehend unbekannt. 
Doeltz war Sohn des Landbauverwalters und späteren Osnabrücker Oberlandbaumeisters Johann Friedrich Christian Doeltz (mit dem er in der Literatur häufiger verwechselt wurde) und dessen Ehefrau Charlotte Elisabeth Doeltz geb. Bahre. Schon als Jugendlicher erhielt er Privatunterricht in Mathematik sowie künstlerischen Techniken des Zeichnens und Modellierens. Nach dem Abitur besuchte er 1839–1842 die Höhere Gewerbeschule Hannover, wo er Baukunst bei Ernst Ebeling belegte und wohl auch Conrad Wilhelm Hase kennenlernte. Es folgten ab 1844 Anstellungen im Baufach als Landbaueleve in Aurich und Nienburg/Weser und 1847 die Beförderung zum extraordinären Landbau-Conducteur, bevor er 1848 nach Göttingen versetzt wurde. Dort war er zunächst dem Landbaumeister und Distriktsvorstand Otto Praël unterstellt, absolvierte 1851 die Prüfung zum Landbauconducteur und wirkte ab 1858 als Landbauinspektor. Das Hof- und Staatshandbuch von 1860 führt Doeltz als Landbauinspektor und Vorstand der Landbau-Inspection Nordheim II.
Dann übernahm Doeltz ab 1862 als Universitätsbaumeister in der Nachfolge von Otto Praël weitere selbständige Arbeiten als Architekt und leitender Baubeamter, vor allem beim Ausbau der Georg-August-Universität Göttingen. 1863 trat Doeltz dem Architekten- und Ingenieur-Verein Hannover bei.
Nach Annexion des Königreichs Hannover durch Preußen (1866) kam es 1871 zu seiner „möglicherweise auch politisch motivierten Versetzung“ weg von Göttingen als Kreisbaumeister nach Stade, anschließend 1873 zur Ernennung zum Oberbauinspektor unter Versetzung nach Magdeburg. 1874 erfolgt die Ernennung zum Regierungs- und Baurat, 1890 zum Geheimen Baurat, bis zur Pensionierung 1893 mit 70 Jahren und einem Umzug nach Erfurt, wo er ein Jahr später starb.
Friedrich Doeltz war ab 1852 in erster Ehe verheiratet mit Sophie Wilhelmine Adolphine Burmester (1829–1856) und in zweiter Ehe ab 1857 mit seiner Cousine Pauline Nathalie Elise Schröder (1834–nach 1895); beiden Ehen entsprangen jeweils zwei Kinder. Doeltz' Schwester Johanne (1831–1909) heiratete 1853 den Bremer Bankier Daniel Georg Volkmann.
Doeltz wohnte mit seiner Familie ab 1853 in der Göttinger Altstadt, erwarb 1864 mit seiner Frau das Göttinger Bürgerrecht, um spätestes seit 1868 im von ihm erbauten Haus Untere Karspüle 12 zu wohnen; in Erfurt 1894 wohnte die Familie im Gebäude Pförtchenstraße 6. Die Witwe Elise Doeltz kehrte 1894 nach Göttingen zurück.

## Bauten und Entwürfe

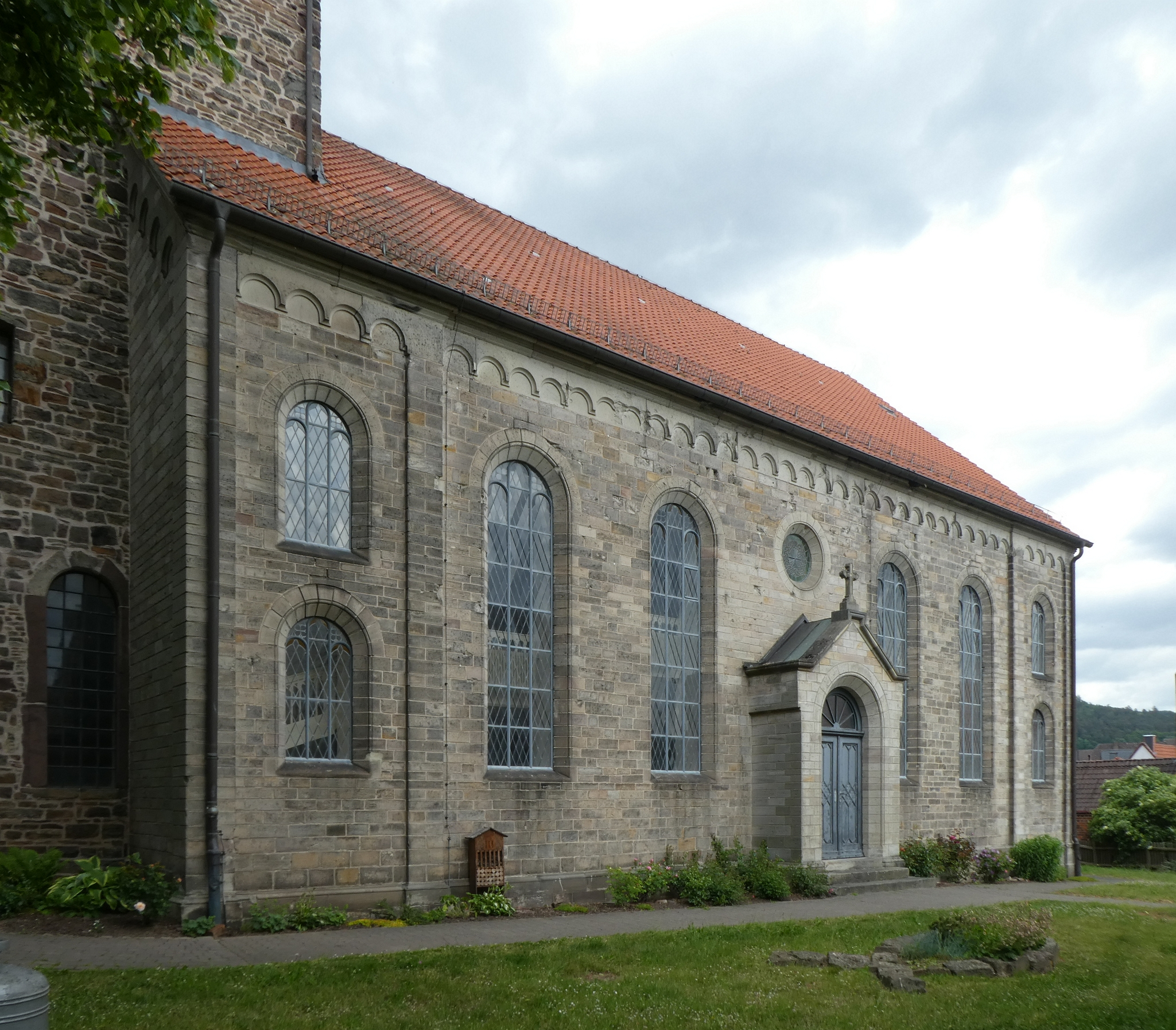
Christuskirche Bodenfelde, 1853–1855 (2025)

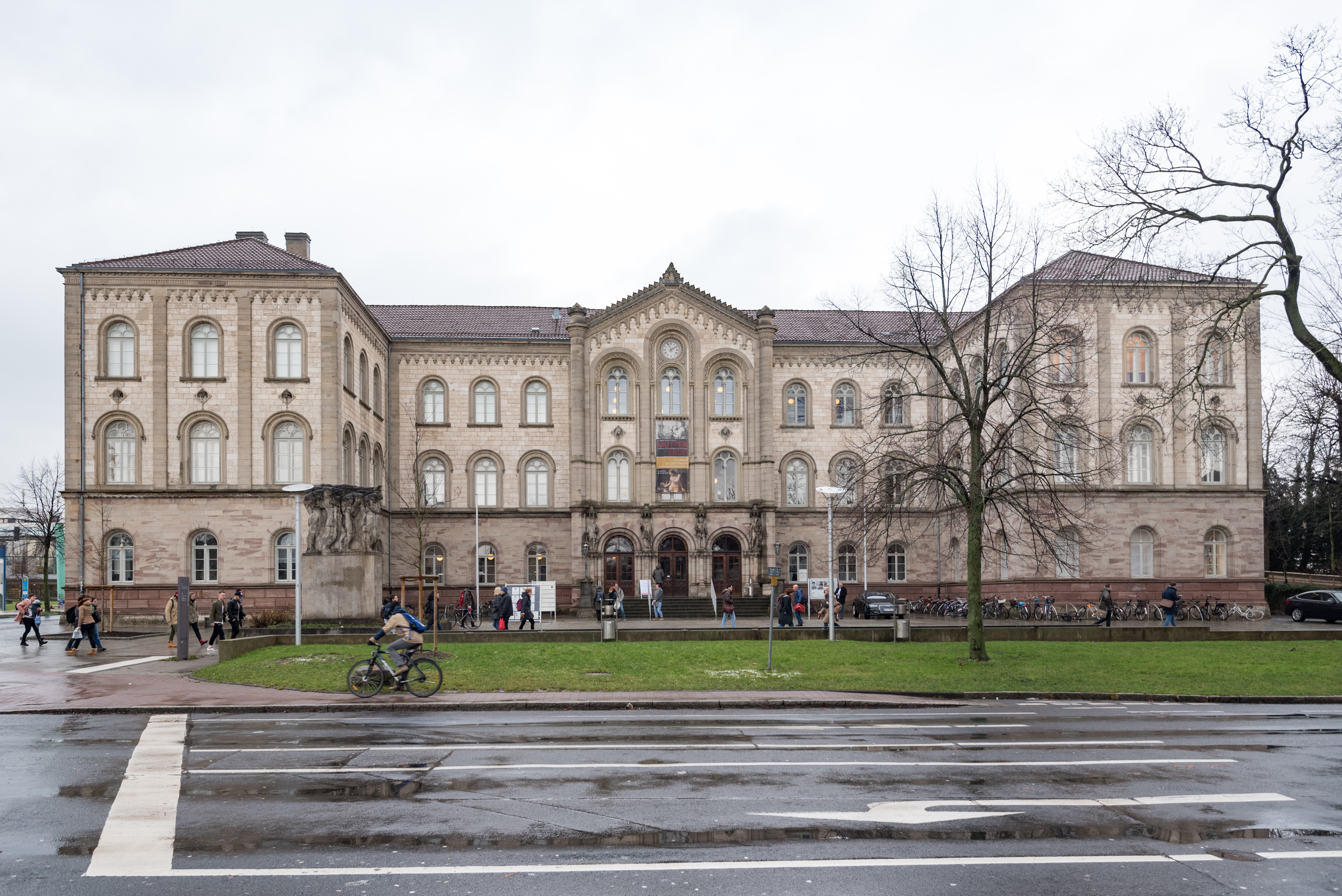
Auditorium der Universität Göttingen, 1861–1865 (2018)

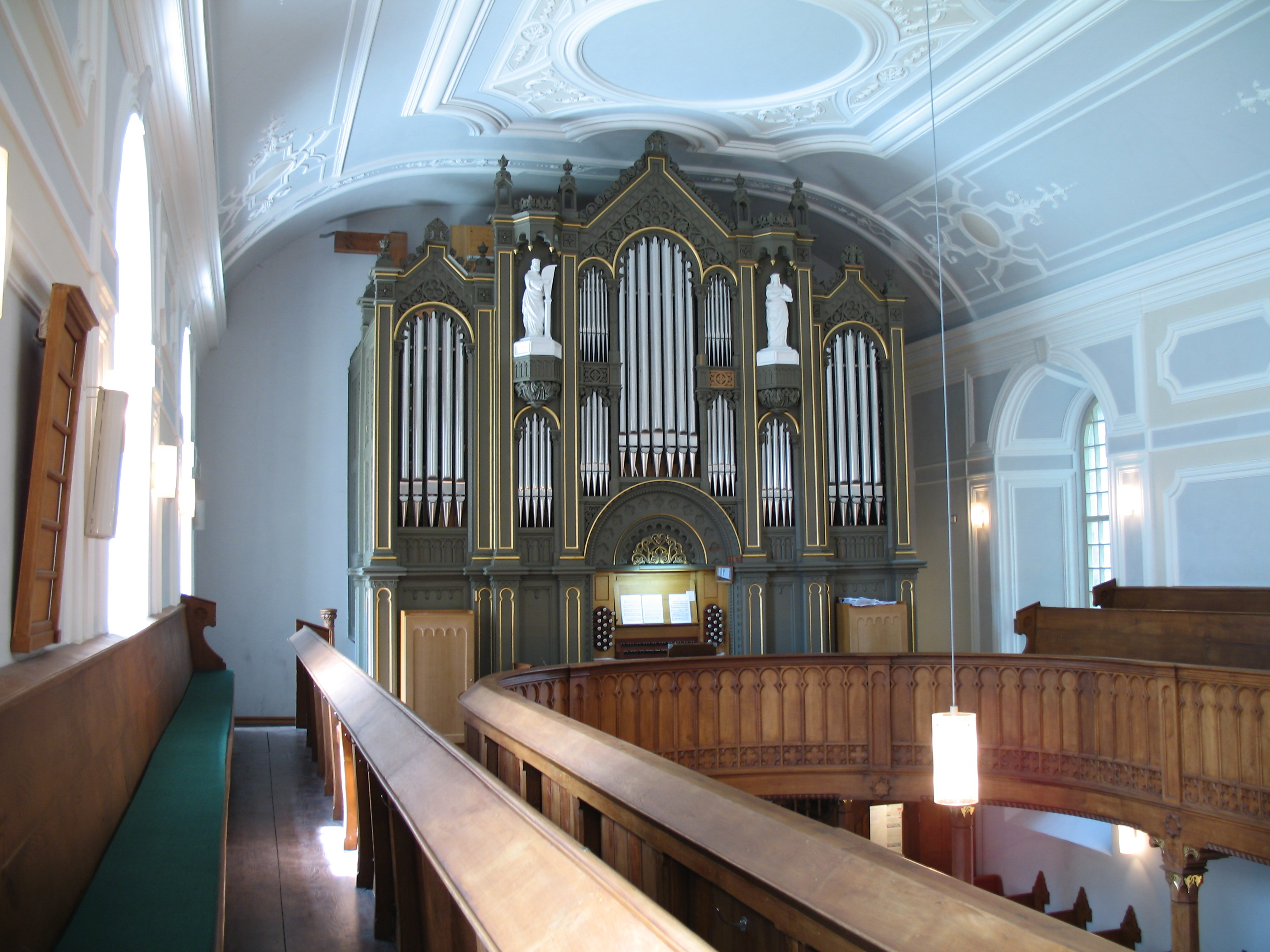
Orgelprospekt der St.-Johannis-Kirche in Rosdorf, 1863 (2012)

### Würdigungen
In Göttingen stand Doeltz architekturstilistisch für eine „deutliche Abkehr von dem klassizistischen Idiom“ seiner Vorgänger Justus Heinrich Müller oder Otto Praël und folgte konsequent dem Hannoverschen Rundbogenstil, bei dem er Elemente der byzantinischen und Renaissancearchitektur zu einer neuen Stilauffassung innerhalb der Epoche des Historismus verband.
Der Kunsthistoriker Christian Freigang bezeichnete Doeltz als „maßgebliche Figur“ des programmatischen Anschlusses der Göttinger Architektur an die Hannoveraner Architekturauffassung. In diesem Zusammenhang hob er hervor, dass Doeltz „als Vertreter einer neuen Architektengeneration“ nicht an einer Kunstakademie, sondern an einer praxisorientiereren Gewerbeschule (der späteren Polytechnischen Schule) studiert hatte.

### Bauten und Entwürfe (Auswahl)
- um 1850: Entwürfe zur Restaurierung des großen Turms der Burg Plesse[20]
- 1853–1855: Neubau des Kirchenschiffs der Christuskirche in Bodenfelde[21]
- 1854–1856: Mitarbeit beim Bau des Obergerichts Göttingen, Waageplatz 7 (unter Leitung von Otto Praël; heute Sitz der Staatsanwaltschaft)[22][17][19]
- 1856–1857: Anbau des „Neuen Saals“ an das ehemalige Wohnhaus von Karl Otfried Müller in Göttingen, Hospitalstraße 6[17][23][22]
- 1857: Instruierung(?) zum Neubau des Kirchenschiffs in Kerstlingerode[24]
- 1857–1858: Regotisierung der St.-Albani-Kirche in Göttingen (mit Sakristeianbau)[5][25]
- 1858: nicht ausgeführter Entwurf zu einer „Begräbniss=Capelle“ auf dem Bartholomäusfriedhof Göttingen[26]
- 1858–1861: Erweiterung des Chemischen Laboratoriums in Göttingen, Hospitalstraße 9[22]
- 1858–1861: Gewächshäuser und Gehilfenhaus im Alten Botanischen Garten der Universität in Göttingen, Untere Karspüle 1a[22][17][27]
- 1860: Wohnhaus für den späteren Universitätskurator Adolf von Warnstedt in Göttingen, Bürgerstraße 50[17][28]
- 1860–1861: Umgestaltung des Inneren der St.-Markus-Kirche in Scheden[29]
- 1861–1865: Auditorium der Universität in Göttingen, Weender Landstraße 2[30][31][32] (Hauptwerk)
- 1862: Pathologische Anatomie der Universität in Göttingen, Geiststraße 9–11 (Ende der 1970er Jahre abgebrochen)[17]
- 1863: Orgelprospekt der St.-Johannis-Kirche in Rosdorf[33]
- um 1865: eigenes Wohnhaus in Göttingen, Untere Karspüle 12 (etwa 1978 abgebrochen)[22][17]
- 1865–1866: Direktorenwohnhaus zum Accouchierhaus der Universität in Göttingen, Hospitalstraße 3[17][22]
- ab 1867: nicht ausgeführte Entwürfe für das Naturhistorische Museum der Universität Göttingen, Berliner Straße 28[34][35][36]
- ab 1873: Umbauten von Kasernen, Gymnasialbauten, denkmalpflegerische Aufgaben (z. B. Bauleitung bei der Restaurierung des Nordwestturms des Naumburger Doms und Mitwirkung beim Westfront-Umbau der Kirche in Hecklingen)[37]
- 1878–1882: Oberleitung beim Bau des Friedrich-Ludwig-Jahn-Gymnasiums Salzwedel[38]

## Auszeichnungen
- 1865: Guelphen-Orden 4. Klasse für die Leistungen beim Bau des Auditoriums der Universität Göttingen[39][40][41]
- 1882: preußischer Roter Adlerorden 4. Klasse[42]

## Archivalien
- Doeltz (Landbauinspektor), Laufzeit: 1858–1872, auf arcinsys.niedersachsen.de (Akte im Universitätsarchiv Göttingen, Signatur: UniA GOE, Kur. 9701)